# Sư đoàn 371, Quân đội nhân dân Việt Nam
Sư đoàn Không quân 371 là sư đoàn đầu tiên của Không quân Nhân dân Việt Nam, thành lập ngày 24 tháng 3 năm 1967. Sư đoàn được giao nhiệm vụ bảo vệ vùng trời, vùng biển và đất liền miền Bắc Việt Nam (từ vĩ tuyến 18 Bắc trở lên). Năm 1982, Sư đoàn Không quân 371 được Nhà nước Việt Nam tuyên dương danh hiệu Anh hùng Lực lượng Vũ trang Nhân dân.

## Lịch sử
Sư đoàn Không quân 371 thành lập ngày 24/3/1967. Chỉ trong vòng một tháng sau khi thành lập, Sư đoàn đã xuất kích đánh thắng 12 trận, bắn rơi 14 máy bay địch.
Trong Chiến dịch Phòng không 12 ngày đêm năm 1972, Sư đoàn 371  đã bắn rơi bảy máy bay các loại; trong đó, có hai máy bay B-52. Tổng kết cuộc đấu tranh chống Mỹ, cứu nước, các đơn vị của Sư đoàn 371 đã xuất kích hàng nghìn lần chiếc, chiến đấu hàng trăm trận, bắn rơi 320 máy bay Mỹ gồm 19 kiểu loại (trong đó có hai máy bay B-52), phá hủy 24 chiếc khác; đánh chìm và bắn cháy sáu tàu chiến, tàu biệt kích; phá hủy ba căn cứ địch; tiêu diệt và bắt sống hàng trăm giặc lái Mỹ.

## Tổ chức
- Trung đoàn Tiêm kích 921 (Đoàn không quân Sao Đỏ)[4]
- Trung đoàn Tiêm kích 923 (Đoàn Yên Thế)[5][6]
- Trung đoàn Tiêm kích 927 (Đoàn Lam Sơn)[7]
- Trung đoàn Trực thăng 916[8]

## Lãnh đạo hiện nay
- Sư đoàn trưởng: Đại tá Nguyễn Văn Thiện[9]
- Chính ủy: Đại tá Nguyễn Như Khoát[9]
- Phó Sư đoàn trưởng, TMT: Đại tá Nguyễn Thế Huỳnh
- Phó Sư đoàn trưởng, QH: Đại tá Ngô Quang Huy
- Phó Sư đoàn trưởng: Thượng tá Kiều Việt Anh
- Phó Sư đoàn trưởng: Thượng tá Phí Vinh Mạnh

## Lãnh đạo chỉ huy các thời kỳ
Sư đoàn trưởng
- Trần Mạnh
- Trần Hanh (1974-8/1976)
- Phạm Thanh Ngân (1979-8/1982)
- Nguyễn Văn Cốc (8/1982-5/1988)
- Phạm Phú Thái (5/1988-9/1989)
- Trần Việt (9/1989-7/1997)

Chính uỷ
Các Phó Sư đoàn trưởng
- Nguyễn Hữu Thái, Phó Sư đoàn trưởng Tham mưu trưởng
- Nguyễn Tiến Sâm, Phó Sư đoàn trưởng Tham mưu trưởng
- Phạm Tuân, Phó Sư đoàn trưởng về chính trị
- Hán Vĩnh Tưởng, Phó Sư đoàn trưởng về chính trị
- Đinh Trọng Kháng, Phó Sư đoàn trưởng về chính trị